# Celeste Jaguaribe de Matos Faria
Celeste Jaguaribe Gomes de Matos Faria (Rio de Janeiro, Brasil, 5 d'abril de 1873 - ibídem, 9 de setembre de 1938) fou una compositora, poeta, cantant i professora brasilera coneguda també amb el seu pseudònim d'Stella Bomilcar.

## Biografia
Celeste va néixer el 5 d'abril de 1873 a Rio de Janeiro, filla de João Paulo Gomes de Mattos i Joana de Alencar Jaguaribe Gomes. El seu germà fou el militar Francisco Jaguaribe Gomes de Matos (1881-1974), general de brigada i enginyer militar. Els altres germans foren Clotilde, Leonel, Celina i Luiz, nets tots ells de Domingos José Nogueira Jaguaribe, vescomte de Jaguaribe, un dels consellers més influents de la princesa Isabel del Brasil.
Primer va estudiar piano a Fortaleza i després, l'any 1901, a l'Instituto Nacional de Música on va estudiar composició amb Alberto Nepomuceno i harmonia, contrapunt i fuga amb Antônio Francisco Braga. També va estudiar a París el 1914 i a Berlín el 1928.
L'any 1906 va dirigir un concert d'una orquestra formada per dones al Teatre Lírico de Rio de Janeiro. Es creu que va ser "potser la primera dona que va exercir aquesta funció [direcció d'una orquestra de dones] al Brasil".
Va ser nomenada professora de cant a l'Instituto Nacional de Música el 1905 i de teoria musical el 1911.
Va morir a Rio de Janeiro el 9 de setembre de 1938. El 1939 es va publicar un recull pòstum dels seus poemes, sota el títol de Vibrações.

## Obres

### Composicions musicals
Va compondre principalment obres vocals.
- A morte da boneca (text: Celeste Jaguaribe de Matos Faria)
- A noite
- A pedra (text: Celeste Jaguaribe de Matos Faria)
- Aquele amor (text: Celeste Jaguaribe de Matos Faria)
- Berceuse (text: Celeste Jaguaribe de Matos Faria)
- Canção da velhinha
- Covardia
- Cromo (text: Celeste Jaguaribe de Matos Faria)
- Interrogação (text: Celeste Jaguaribe de Matos Faria)
- Minha vida é assim
- Numéro postal
- O jasmineiro (text: Celeste Jaguaribe de Matos Faria)
- O menino curioso
- O ponte (text: Celeste Jaguaribe de Matos Faria)
- Olhos azuis (text: Celeste Jaguaribe de Matos Faria)
- Penas de garça (text: Auta de Souza (en))
- Rosas (text: Celeste Jaguaribe de Matos Faria)
- Saudade
- Tao so
- Treva, pénombre et lumière
- Trovas (text: Celeste Jaguaribe de Matos Faria)
- Vida fugaz[7]
- Os sapinhos (text: Marilia de Oliveira Araujo)[8]

### Poemari
- Faria, Celeste Jaguaribe de Mattos. Vibrações (en portuguès).  Rio de Janeiro: Jornal do Comercio, Rodrigues e Cia., 1939.